# Hybridelektroflugzeug

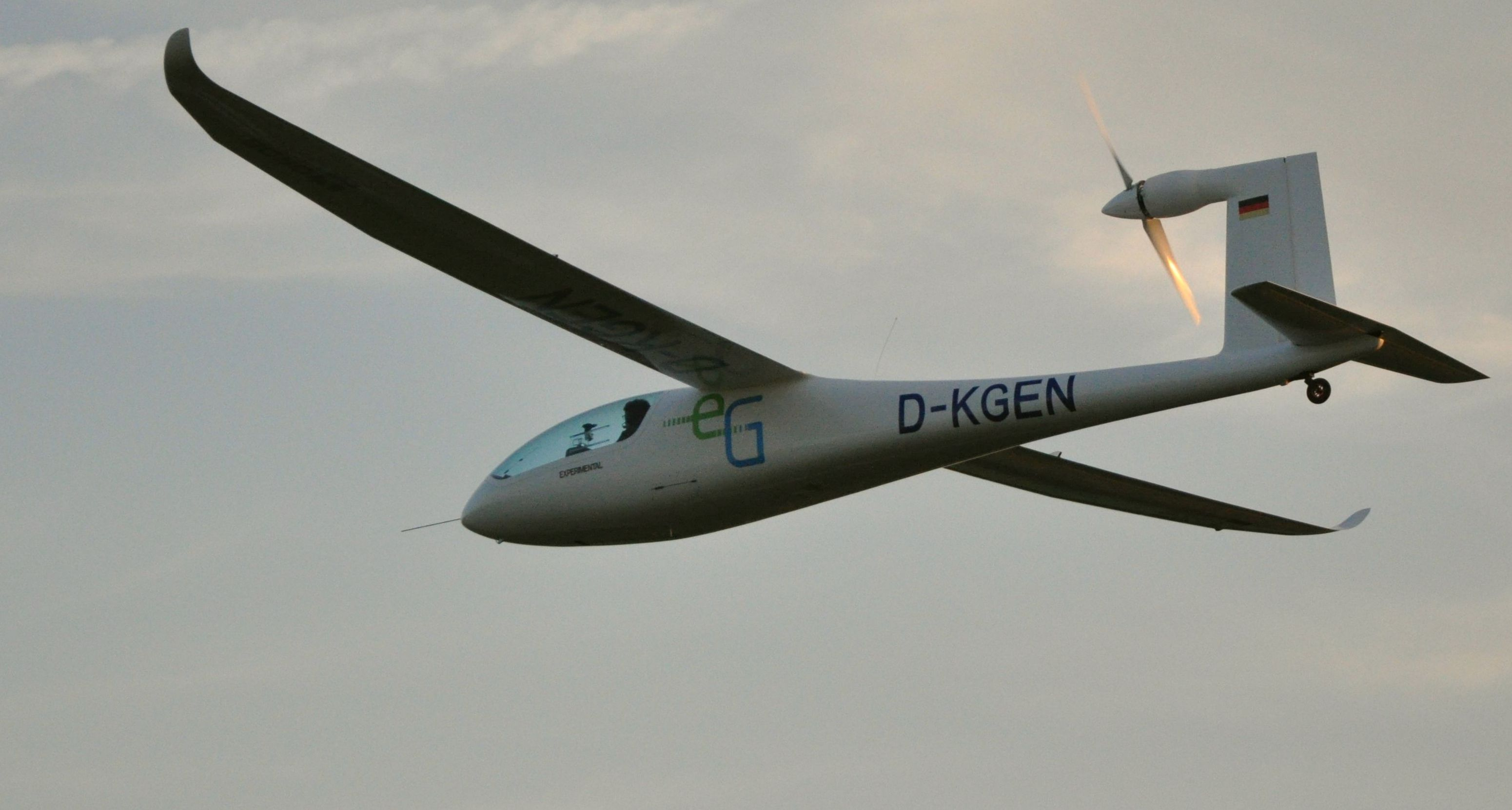
Elektroflugzeug e-Genius

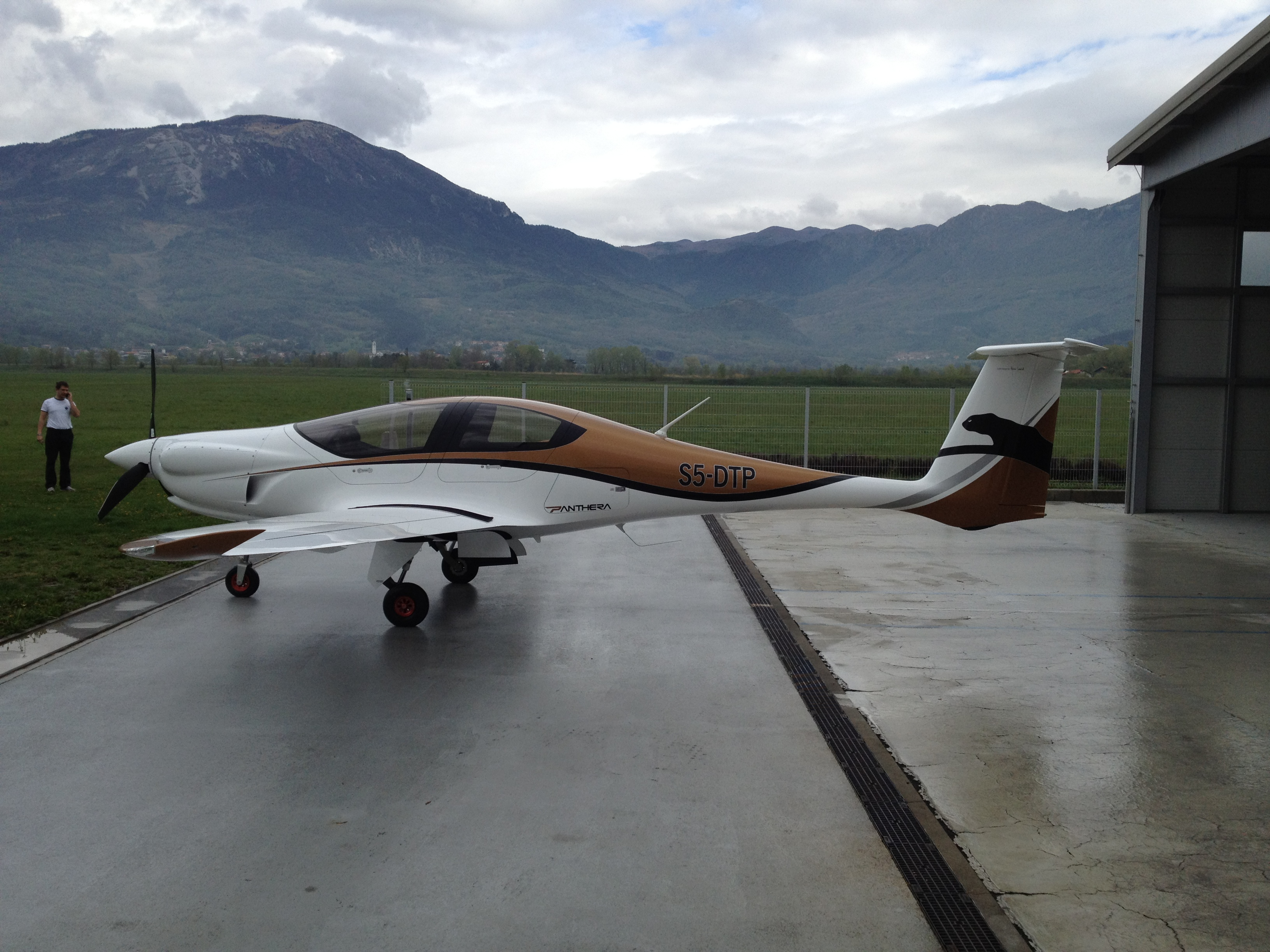
Pipistrel Panthera

Bei einem Hybridelektroflugzeug wird ein Verbrennungsantrieb mit einem Elektroantrieb kombiniert, um damit die Effizienz insgesamt zu steigern beziehungsweise Reichweite zu erhöhen. Aufgrund der Effizienzsteigerungen als Einsparungen von Brennstoff ließen sich die Verbrauchskosten potenziell senken, was dieser Technologie zum Marktdurchbruch verhelfen könnte.

## Technik
Solange die Leistungsdichte von Akkumulatoren noch nicht für längere Flüge und größere Elektroflugzeuge ausreicht, sind Hybridflugzeuge eine Art Brückentechnologie. Zur Effizienzsteigerung wird die hohe Energiedichte von Verbrennungstreibstoffen mit dem hohen Wirkungsgrad von Elektroantrieben vorteilhaft kombiniert.
Vorteile
- Insgesamt deutlich geringerer Energieverbrauch möglich, gegenüber Flugzeugen mit reinem Verbrennungsantrieb.
- Geringere Lärmbelastung durch leiseren Elektroantrieb möglich.
- Verbesserte militärische Tarnkappeneigenschaften möglich.[1]

Nachteile
- Sowohl elektrische und konventionelle Antriebskomponenten müssen zum gewissen Grad doppelt vorhanden sein, was beispielsweise das Gewicht erhöht.
- Eher nur begrenzte Reichweiten sinnvoll, von Kurz- bis Mittelstrecken.

Vergleich der Antriebsstränge bei Hybridelektroflugzeugen, oben: parallel, unten: seriell

### Serieller Hybridantrieb
Ein geeignetes Konzept ergibt sich aus der Kombination einer mit Kerosin betriebenen Gasturbine, die einen elektrischen Generator antreibt mit dem dann Elektromotoren zum Antrieb von Propellern genutzt werden könnten. Gasturbinen haben bei geringem Gewicht eine hohe Leistungsdichte und könnten über weite Strecken bei einem günstigen Wirkungsgradbereich betrieben werden. Die elektrische Energie ist hierbei in einem Akkumulator zwischengespeichert. Meist wird, um die nötige Steigrate zu erreichen, für den Start die Batterie zugeschaltet. Ist dann das Flugzeug auf seiner Reisehöhe angekommen genügt es nur noch die Kombination Verbrennungsmotor/Generator laufen zu lassen. Der Verbrennungsantrieb würde also in nur etwa soviel Leistung bringen müssen, wie im Reiseflug benötigt wird. Im Sinkflug oder falls das Flugzeug auf Reisehöhe angekommen ist, kann bei einigen Modellen, Energie in die Batterien zurückgespeist werden.
Bei diesem Antriebsverfahren sind zusätzlich zum Verbrennungsmotor zwei elektrische Maschinen, einschließlich eines relativ großen und schweren Elektromotors, notwendig. Für die Anwendung des seriellen Antriebsstrangs wird jedoch für die Zukunft das größte Entwicklungspotential gesehen.

### Paralleler Hybridantrieb
Beim parallelen Hybridantrieb wird der Antrieb des Flugzeugs entweder durch einen Verbrennungsmotor oder einen batteriegespeisten Elektromotor übernommen bzw. beides gleichzeitig. Die Batterie kann während des Flugs wieder aufgeladen werden. Bei diesem Verfahren wird nur eine elektrische Maschine benötigt, die zudem gegenüber dem Elektromotor beim seriellen Antrieb kleiner gewählt werden kann. Auch der Antrieb von mehrmotorigen Flugzeugen, bei denen einzelne Triebwerke durch Elektromotoren ersetzt wurden, wird ebenfalls als parallel-hybrid bezeichnet.

## Beispiele
Die bisher größten kommerziellen Realisierungen sind noch in der Größe von Sportflugzeugen bzw. eher kleinen Reiseflugzeugen.
- e-Genius
- Pipistrel Panthera
- eine Variante der C42 CS[3]
- Ampaire 337[4]
- Airbus E-Fan X[5]
- Zunum Aero[6][7]